# The Alibi (film 1916)
The Alibi è un film muto del 1916 prodotto, diretto e interpretato da Paul Scardon. Basato sull'omonimo romanzo di George Allan England pubblicato a Boston nel 1916, il film - di impianto drammatico - fu prodotto dalla Vitagraph sotto la dizione A Blue Ribbon Feature.

## Trama
Arthur Mansfield, assistente cassiere di una banca, si trova a dover provvedere alle costose cure mediche per il padre morente. L'unica soluzione possibile per trovare del denaro gli pare sia quella di alterare i libri contabili della banca. Ma, alla fine, non trova il coraggio di farlo e confessa tutto a Slayton, il suo capo. Questi, che ha anche lui bisogno di soldi per appianare i propri debiti dovuti ad avventate speculazioni finanziarie, approfitta di quell'idea e decide di metterla in pratica. Ma viene sorpreso sul fatto da un guardiano che lui uccide. Per non farsi prendere, lascia delle tracce che accusano Mansfield. Il giovane infatti viene arrestato e condannato per omicidio di secondo grado. Però Enid, la figlia del direttore della banca, innamorata di Mansfield, crede alla sua innocenza e assume un investigatore per trovare le prove che possano scagionarlo. Quando Mansfield giura di vendicarsi di lui, Slayton è preso dal terrore che il condannato riesca ad evadere. E, quando questo avviene sul serio e Mansfield riesce ad arrivare in casa di Slayton, questo si uccide. Tutti credono che la sua morte sia dovuta a Mansfield: il giovane viene però alla fine scagionato da ogni colpa quando l'investigatore di Enid trova un biglietto del morto, nel quale l'uomo confessa ogni cosa.

## Produzione
Il film fu prodotto dalla Vitagraph Company of America.

## Distribuzione
Il copyright del film, richiesto dalla Vitagraph Co. of America, fu registrato il 15 luglio 1916 con il numero LP8706.
Distribuito dalla V-L-S-E, il film uscì nelle sale cinematografiche statunitensi il 7 agosto 1916.

### Conservazione
Non si conoscono copie ancora esistenti della pellicola che viene considerata presumibilmente perduta.